# Евгений Добренко
Евгений Александрович Добренко (на руски: Евгений Александрович Добренко) е руски литературен историк. Най-авторитетният изследовател на литературата на сталинската епоха и на социалистическия реализъм. Професор във Венецианския университет.

## Биография
Евгений Добренко е роден на 4 април 1962 г. в Одеса. Получава бакалавърската си степен (1984) и защитава доктората си по руска литература (1987) в Одеския държавен университет, където след това постъпва и като преподавател (1987 – 1991). След това работи последователно в Московския държавен университет и в Руския хуманитарен държавен университет в Москва. През 1992 г. емигрира в САЩ, където преподава в Университета Дюк (1992 – 1997), в Станфордския университет (1997 – 1998), в Колежа Амхърст (1998 – 1999), в Калифорнийския университет в Ървайн (1999 – 2000). Премества се в Англия, където първоначално преподава в Нотингамския университет (2000 – 2006). От 2007 до 2021 г. е професор в Шефилдския университет, където оглавява департамента по славистика и русистика.
Изследователските му интереси са в областта на социалистическия реализъм и съветската литературна и културна история. Най-прочутите му книги са „Форматиране на съветския читател“ (1997), „Политикономия на социалистическия реализъм“ (2007) и „Музеят на революцията“ (2008).
През декември 2013 г. изнася академична лекция в Нов български университет в София и гостува в предаването „Панорама“ на БНТ.

## Признание и награди
Печелил е стипендии и изследователски грантове на Станфордския център по културология (на английски: Stanford Humanities Centre Fellowship) (1997-98), на Колежа Амхърст (на английски: Karl Loewenstein Fellowship in Political Science and Jurisprudence at Amherst College) и на Международния център „Удроу Уилсън“ (на английски: Kennan Institute of the Woodrow Wilson International Centre Fellowship).
Бил е сътрудник на Международния център за научни изследвания към Нюйоркския университет и към Центъра за изследвания в областта на изкуствата, социалните науки и хуманитаристиката към Кеймбриджкия университет.
Един от носителите на Гугенхаймова стипендия.
През 2012 г. заедно с Галин Тиханов стават носители на наградата „Ефим Еткинд“ за най-добра книга в областта на изследванията на руската култура за сборника История русской литературной критики: советская и постсоветская эпохи.

### Монографии
- (съавтор заедно с Галина Белая и Иван Есаулов). „Конармия“ Исаака Бабеля (Исак-Бабеловата „Конармия“), Москва, 1993.
- Метафора власти. Литература сталинской эпохи в историческом освещении (Метафората за властта: Литературата на сталинската епоха в исторически контекст), Мюнхен, 1993.
- Формовка советского читателя (Форматирането на съветския читател), Санкт-Петербург: Академический Проект, 1997, 321 с. ISBN 5-7331-0083-4
The Making of the State Reader: Social and Aesthetic Contexts of the Reception of Soviet Literature, Stanford, Stanford University Press, 1997.[8]
- Формовка советского писателя. Социальные и эстетические истоки советской литературной культуры (Форматирането на съветския писател. Социалните и естетическите корени на съветската литературна култура), Санкт-Петербург: Академический Проект, 1999, 558 с. ISBN 5-7331-0134-2 [9]
The Making of the State Writer: Social and Aesthetic Origins of Soviet Literary Culture, Stanford, Stanford University Press, 2001.
- Aesthetics of Alienation: Reassessment of Early Soviet Cultural Theories (Естетика на отчуждението: Успокоителната сила на ранните съветски теории за културата), Evanston, Illinois: Northwestern University Press, 2005.
- Political Economy of Socialist Realism (Политикономия на социалистическия реализъм), New Haven, Yale University Press, 2007.[10]
Политэкономия соцреализма, Москва: Новое литературное обозрение, 2007, 592 с. ISBN 5-86793-482-9
- Stalinist Cinema and the Production of History: Museum of the Revolution, Edinburgh, Edinburgh University Press & New Haven, Yale University Press, 2008.[11]
Музей революции. Советское кино и сталинский исторический нарратив (Музеят на революцията. Съветското кино и сталинският исторически наратив), Москва: Новое литературное обозрение, 2008, 424 с. ISBN 978-5-86793-585-6
- (в съавторство с Галин Тиханов, Биляна Курташева, Йордан Ефтимов, Михаил Неделчев, Морис Фадел и Пламен Дойнов). Литературите на СССР и НРБ: паралелни интерпретации, София: Кралица Маб, 2013, 352 с. ISBN 978-954-533-132-9 [12]
- Поздний сталинизм. Эстетика политики. В 2 томах. М.: Новое литературное обозрение, 2020, 1312 с. ISBN 978-5-4448-1150-4
Late Stalinism: The Aesthetics of Politics. Translated by Jesse M. Savage. New Haven, Yale University Press, 2020, 584 p.

### Съставителство и редакция
- (съставител) Избавление от миражей соцреализма сегодня (Спасявайки се от миражите на социалистическия реализъм днес), Москва: Советский писатель, 1990.
- (съсъставител заедно с Томас Лахусен). Socialist Realism without Shores (Социалистически реализъм без брегове), Durham and London, Duke University Press, 1997.
- (съсъставител заедно с Марина Балина и Нанси Конде). Endquote: Sots-Art Literature and Soviet Grand Style (Край на цитата: Литературата на соцарта и съветския висок стил), Evanston, Northwestern University Press, 1999.
- (съсъставител заедно с Ханс Гюнтер). Соцреалистический канон (Соцреалистичният канон), Санкт Петербург, 2000.
- (съсъставител заедно с Мария Балина и Юрий Мурашов). Советское богатство. Статьи о культуре, литературе и кино (Съветското богатство. Статии за културата, литературата и киното), Санкт-Петербург: Академический Проект, 2002, 464 с. ISBN 5-7331-0162-8
- (съставител, автор на предговора и коментарите). Критика 1917-1932 годов (Критиката на 1917-1932 години), Москва: АСТ и Астрель, 2003, 464 с. ISBN 5-17-018777-7
- (съсъставител заедно с Ерик Найман). The Landscape of Stalinism: The Art and Ideology of Soviet Space (Сталинисткият пейзаж: Изкуството на идеологията на съветското пространство), Seattle and London, University of Washington Press, 2003.
- (съсъставител заедно с Катерина Кларк, Андрей Артизов и Олег Наумов). Soviet Culture and Power: A History in Documents, 1917-1953 (Съветската култура и властта: История в документи, 1917-1953), New Haven, Yale University Press, 2007.
- (съсъставител заедно с Мария Балина). Petrified Utopia: Happiness Soviet Style (Вмраморосаната утопия: Щастието в съветски стил), London & New York: Anthem Press, 2009.
- (съсъставител заедно с М. Липовецкий, Илья Кукулин и Мария Майофис). Неканонический классик: Дмитрий Александрович Пригов (Неканоничният класик: Дмитрий Александрович Пригов), Москва: Новое литературное обозрение, 2010, 800 с. ISBN 978-5-86793-748-5 [13][14]
- (съсъставител заедно с Марина Балина). The Cambridge Companion to Twentieth-Century Russian Literature, Cambridge: Cambridge University Press, 2011.
- (съсъставител заедно с Галин Тиханов). A History of Russian Literary Theory and Criticism: The Soviet Age and Beyond (История на руската литературна теория и критика: Съветската епоха и след това), Pittsburgh: Pittsburgh University Press, 2011.[15]
История русской литературной критики: советская и постсоветская эпохи, Москва: Новое литературное обозрение, 2011, 792 с. ISBN 978-5-86793-918-2 [16]
- (съсъставител заедно с Марк Липовецки). Russian literature since 1991 (Руската литература след 1991 г.), Cambridge: Cambridge University Press, 2015